# Baby POP
Baby POP（ベイビーポップ）及びBaby POP School（ベイビーポップスクール）は、2006年7月23日にデビューした声優ユニットである。略称はBPS。ラムズ所属。

## メンバー

### Baby POP
- 阿部玲子
- 金綱良美

### Baby POP School
- 阿部玲子（学級委員長）
- 金綱良美
- 福井慶子
- 村井真里
- 真部幸代
- 三好麻美
- 林美和
- 市川友理
- 宮森幸子（後に宮森セーラに改名）

過去のメンバー
- 根本智佳（Vol.2以降、体調不良により脱退）
- 井元澪（Vol.9にて卒業）
- 宮丸由紀（教師）Vol.15にて引退
- 吉田沙織（声優ではなく歌に専念するために辞める）

## 概要
キッズステーションで放送されていたDream Factory（以下ドリファク）番組内のオーディション企画「三重野瞳アイドル育成プロジェクト」によって結成されたユニットである。阿部玲子、金綱良美、根本智佳の3人が合格した。
その後、Baby POPの3人に、新たなオーディション合格者7人と「教師役」宮丸を迎えた合計11人によってBaby POP Schoolが結成される。ラムズイベントホールにて毎月イベントを開催しておりゲームやライブ等を行っていた。入場料は1200円。
このイベントの様子はドリファク及びアニスタ.TVにて放送されていた。
ドリファクでのテレビ放送は2007年8月末で終了（Vol.11まで）、月１イベントもVol.15で終了となった。実質的な活動は1年3ヶ月で終了となった。

## オーディション
オーディションは原則的にRPEの生徒から参加を集う為、一般参加による募集は行なっていない。
- 三重野瞳アイドル育成プロジェクト（2005年秋～冬頃まで）

三重野瞳プロデュースによるアイドルオーディション。ただし、阿部玲子のみ2次審査からの特別参加となる。
1次審査 面接と自己アピールによる審査
2次審査 ダンス審査 A・B・Cと3つのチームに分けダンスをする
3次審査 アフレコ審査 パタリロ西遊記!の1シーンを使ってアフレコをする
最終審査 ライブ審査 ラムズ主催のライブイベントにて、歌とダンスを観客の前で披露
- Baby POP Schoolオーディション（2006年夏頃）

Baby POP Schoolのイベントに参加することが出来る生徒役のオーディション。面接と自己アピールによる審査によって合格者7人を選出
- Baby POP School追加メンバーオーディション（2007年春頃）

面接と自己アピールによる審査によって合格者2人を選出

## シングル
- LOVE★Drivin'（2006年7月23日発売 PCゲームブルーブラスター主題歌）
- 先生教えて♥プリ～ズ （2006年12月22日発売 アキバ系アイドルDVDシネマ聖少女戦士St.ヴァルキリー主題歌）

## ラジオ
- BPSへようこそ！（アニスタ.TV　2006年11月 ～ 2007年）